# Kristallberg
Der Kristallberg (englisch: Crystal Mountain, arabisch: Gebel el-Izaz, lokal auch الحجر المخروم al-Haǧar al-Machrūm, el-Hagar el-Makhrum ‚der durchlöcherte Stein‘) ist ein Bergrücken zwischen den Oasen Bahariya und Farafra am nördlichen Ende des Nationalparks Weiße Wüste. Er besteht aus einem von Kristallen eingerahmten Felsdurchbruch.
Die Entdeckung der Felsformation erfolgte zufällig bei Straßenarbeiten an der Verbindungsstrecke von Farafra nach Bahariya, bei der das subvulkanische Gewölbe geöffnet und teilweise zerstört wurde.
Die namensgebenden Kristalle erreichen Längen von mehreren Zentimetern bis wenigen Dezimetern. Sie bestehen aus Baryt (Schwerspat, BaSO4) und/oder Calcit (CaCO3), sind meist sehr gut auskristallisiert und farblos durchsichtig bis weiß durchscheinend.
Aufgrund der außergewöhnlichen Kristallausbildungen wurde der Kristallberg zu einer bedeutenden Touristenattraktion.

## Geologie

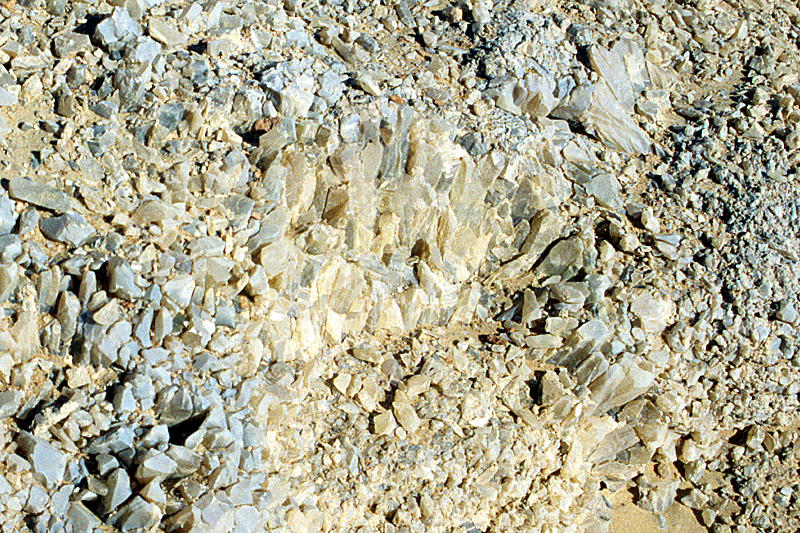
Ausschnitt des Kristallberges mit deutlich erkennbaren Kristallausbildungen

Das subvulkanische Gewölbe entstand wahrscheinlich während des Oligozäns. Die sichtbaren Schichten bestehen aus weißem Wüstenkalkstein, das vermutlich in der späten Kreidezeit entstand, sowie jüngerem, in Anthrazit umgewandelten Kohleflöz und hydrothermal imprägnierten, rötlichen bis bräunlichen eisenhaltigen Gesteinslagen.
Die Kristalle bildeten sich aus aufsteigenden hydrothermalen Lösungen, die Bariumsulfat (BaSO4) und Calciumcarbonat (CaCO3) in hoher Konzentration aus den umliegenden Sedimentgestein lösten. Innerhalb von durch Gase gebildeten Hohlräumen (Geoden) und Kuppeln kühlten die Lösungen langsam ab, wodurch die großen, säulenartigen Kristalle ausgefällt wurden.